# Avenida de Cataluña
La avenida de Cataluña (en catalán y oficialmente Avinguda de Catalunya) aun y con su corta longitud es una de las más importantes avenidas y con más tránsito vehicular de la ciudad de Lérida con 3 carriles en cada sentido. En ella se encuentra el edificio de Sindicatos donde según la Policía Nacional y la Guardia Urbana de Lérida, el 18 de octubre de 1980 se divisó un O.V.N.I. y el 19 de febrero de 2008 se colgó un video en YouTube donde se puede ver un supuesto ovni. En el n.º 6, esquina con avenida Blondel se encuentra la Casa Baró, un edificio de estilo modernista rehabilitado recientemente. Cerca se encuentra la estación de autobuses.